# Championnat de Zambie de football 2017
Navigation
Saison précédente Saison suivante
La saison 2017 du Championnat de Zambie de football est la cinquante-sixième édition de la première division en Zambie. Les dix-huit meilleures équipes du pays sont regroupées au sein d'une poule unique où elles s'affrontent deux fois, à domicile et à l'extérieur. En fin de saison, les quatre derniers du classement sont relégués et remplacés par les deux premiers de chacune des deux groupes géographiques de Zambian Second Division, la deuxième division zambienne.
C'est le club de ZESCO United FC qui remporte le championnat cette saison après avoir terminé en tête du classement, avec un seul point d'avance sur le tenant du titre, Zanaco FC et trois sur Nkana FC. C'est le sixième titre de champion de Zambie de l'histoire du club.

## Les clubs participants
- Kabwe Warriors FC
- Power Dynamos FC
- Nchanga Rangers FC
- Nkwazi FC
- Green Buffaloes FC
- Green Eagles FC
- Nkana FC
- Lusaka Dynamos FC
- Red Arrows FC
- Zanaco FC
- ZESCO United FC
- Lumwana Radiants Football Club
- NAPSA Stars Lusaka
- Nakambala Leopards FC
- Forest Rangers FC
- Mufulira Wanderers FC
- Konkola Blades FC - Promu de Second Division
- Real Nakonde FC - Promu de Second Division
- City of Lusaka FC - Promu de Second Division
- Buildcon Ndola - Promu de Second Division

## Compétition
Le barème de points servant à établir le classement se décompose ainsi :
- Victoire : 3 points
- Match nul : 1 point
- Défaite : 0 point

### Classement
| Rang | Équipe                         | Pts | J  | G  | N  | P  | Bp | Bc | Diff |
| ---- | ------------------------------ | --- | -- | -- | -- | -- | -- | -- | ---- |
| 1    | ZESCO United FC                | 74  | 38 | 21 | 11 | 6  | 51 | 27 | +24  |
| 2    | Zanaco FC'T'C                  | 73  | 38 | 20 | 13 | 5  | 57 | 28 | +29  |
| 3    | Nkana FC                       | 71  | 38 | 21 | 8  | 9  | 53 | 29 | +24  |
| 4    | Green Buffaloes FC             | 70  | 38 | 20 | 10 | 8  | 47 | 26 | +21  |
| 5    | Lusaka Dynamos FC              | 63  | 38 | 17 | 12 | 9  | 44 | 33 | +11  |
| 6    | Power Dynamos FC               | 62  | 38 | 15 | 17 | 6  | 50 | 30 | +20  |
| 7    | NAPSA Stars Lusaka             | 58  | 38 | 16 | 10 | 12 | 43 | 34 | +9   |
| 8    | Lumwana Radiants Football Club | 56  | 38 | 15 | 11 | 12 | 39 | 30 | +9   |
| 9    | Buildcon NdolaP                | 55  | 38 | 14 | 13 | 11 | 33 | 28 | +5   |
| 10   | Red Arrows FC                  | 52  | 38 | 12 | 16 | 10 | 42 | 36 | +6   |
| 11   | Forest Rangers FC              | 49  | 38 | 13 | 10 | 15 | 37 | 39 | -2   |
| 12   | Nkwazi FC                      | 47  | 38 | 11 | 14 | 13 | 34 | 40 | -6   |
| 13   | Green Eagles FC                | 44  | 38 | 10 | 14 | 14 | 31 | 36 | -5   |
| 14   | Nakambala Leopards FC          | 44  | 38 | 8  | 20 | 10 | 24 | 34 | -10  |
| 15   | Kabwe Warriors FC              | 43  | 38 | 8  | 19 | 11 | 32 | 35 | -3   |
| 16   | Nchanga Rangers FC             | 43  | 38 | 10 | 13 | 15 | 35 | 45 | -10  |
| 17   | Mufulira Wanderers FC          | 39  | 38 | 9  | 12 | 17 | 38 | 53 | -15  |
| 18   | Konkola Blades FCP             | 28  | 38 | 6  | 10 | 22 | 24 | 52 | -28  |
| 19   | Real Nakonde FCP               | 28  | 38 | 6  | 10 | 22 | 17 | 53 | -36  |
| 20   | City of Lusaka FCP             | 16  | 38 | 3  | 7  | 28 | 30 | 73 | -43  |

|  | Qualification pour la Ligue des champions de la CAF 2018                             |
|  | Qualification pour la Coupe de la confédération 2018                                 |
|  | Relégation directe en Second Division                                                |
|  | T : Tenant du titre C : Vainqueur de la Coupe de Zambie P : Promu de Second Division |

## Bilan de la saison
| Championnat de Zambie de football 2017      |                            |
| Champion                                    | ZESCO United FC (6e titre) |
| Coupes et trophées                          |                            |
| Vainqueur de la Coupe de Zambie 2017        | Zanaco FC                  |
| Qualifications continentales                |                            |
| Ligue des champions de la CAF 2018          | ZESCO United FC            |
| Ligue des champions de la CAF 2018          | Zanaco FC                  |
| Coupe de la confédération 2018              | Nkana FC                   |
| Coupe de la confédération 2018              | Green Buffaloes FC         |
| Promotions et relégations                   |                            |
| Promus en Championnat de Zambie de football | Kabwe Youth Academy FC     |
| Promus en Championnat de Zambie de football | Kitwe United               |
| Promus en Championnat de Zambie de football | National Assembly FC       |
| Promus en Championnat de Zambie de football | New Monze Swallows         |
| Relégués en Division One                    | Mufulira Wanderers FC      |
| Relégués en Division One                    | Konkola Blades FC          |
| Relégués en Division One                    | Real Nakonde FC            |
| Relégués en Division One                    | City of Lusaka FC          |